# Margarete Kaufmann

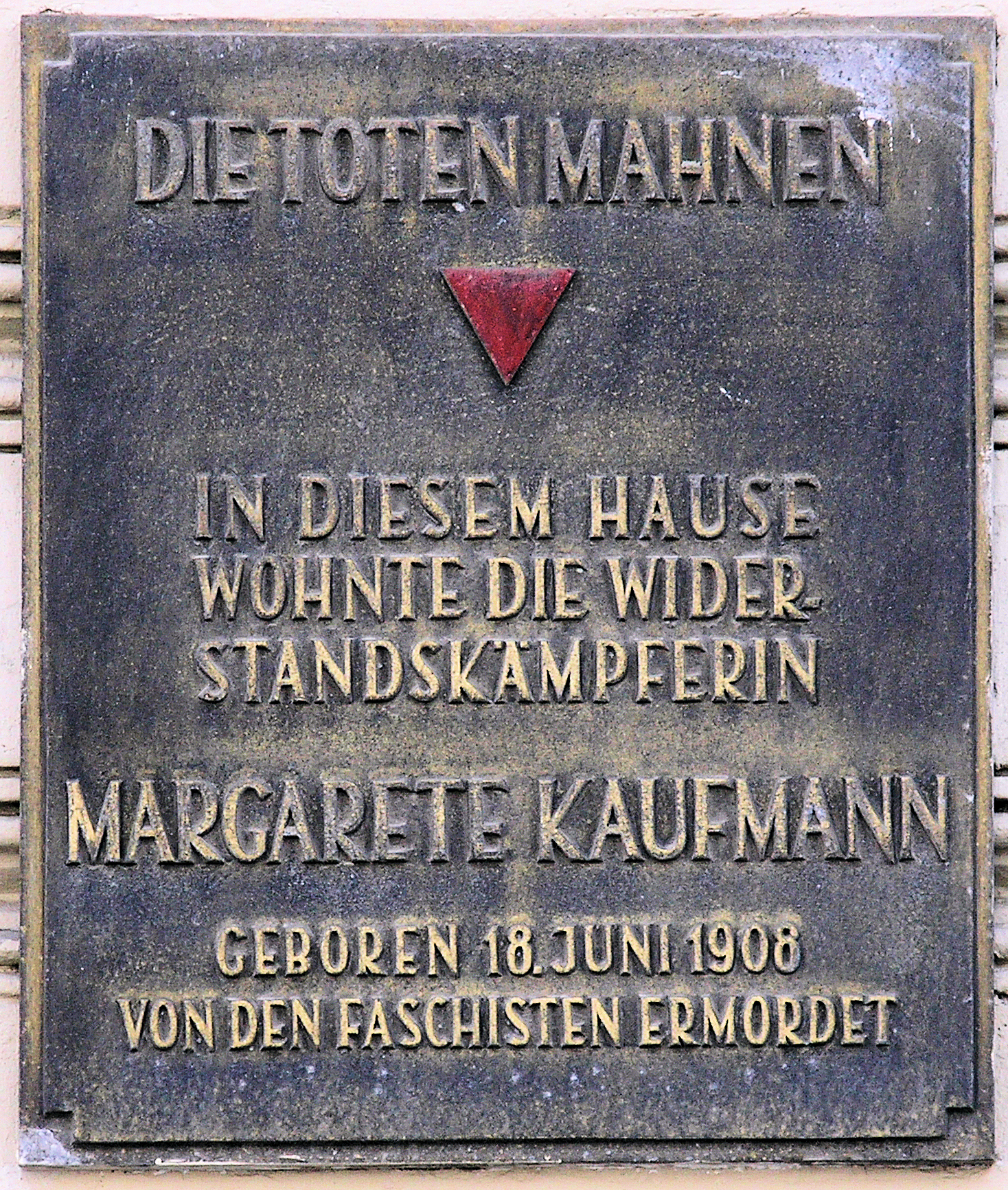
Gedenktafel am Haus Linienstraße 154a in Berlin-Mitte, das rote Dreieck war ein Kennzeichen für politische KZ-Häftlinge

Margarete Kaufmann (* 18. Juni 1908 in Sankt Petersburg; † 21. Dezember 1942? in Auschwitz?) war eine deutsche Widerstandskämpferin gegen das NS-Regime.

## Leben
Kaufmann war 1919 von St. Petersburg nach Berlin gekommen. Seit 1924 war sie dort in der sozialdemokratischen jüdischen Organisation Poalei Tzion tätig. 1932 trat sie in die Kommunistische Partei Deutschlands ein. Im Unterbezirk Berlin-Zentrum leitete sie die Agitation. Wegen illegaler Tätigkeit wurde sie 1936 von der Gestapo verhaftet und 1938 zu mehreren Jahren Gefängnis verurteilt. 1942 wurde sie der SS übergeben. Seitdem ist sie verschollen.
Das Komitee der Antifaschistischen Widerstandskämpfer der DDR hat der Stenotypistin Margarete Kaufmann eine Gedenktafel an ihrem Wohnhaus in der Linienstraße 154a in Berlin-Mitte gewidmet. Die Inschrift besagt, dass sie „von den Faschisten ermordet“ wurde. Zudem wird Kaufmanns auf der Großen Gedenktafel des Zentralfriedhofs Friedrichsfelde gedacht.